# Seznam vojaških operacij druge svetovne vojne
Seznam vojaških operacij druga svetovna vojna.

## Seznam

### Zavezniškeoperacije
- Operacija Abeceda (1940)
- Operacija Afrodita (1944)
- Operacija Amherst (1945)
- Operacija Antropod (1942)
- Operacija Bagration (1944)
- Operacija Bazalt (1942)
- Operacija Begonija (1943)
- Operacija Bertram (1942)
- Operacija Boardman (1943)
- Operacija Bojna sekira (1941)
- Operacija Bolero (1943/1944)
- Operacija Burja (1944)
- Operacija Candytuft (1943)
- Operacija Canuck (1943)
- Operacija Clawhammer (1942)
- Operacija Claymore (1941)
- Operacija Colossus (1941)
- Operacija Countenance (1941)
- Operacija Demon (1941)
- Operacija Devištvo (1943)
- Operacija Dogovor (1942)
- Operacija Dunhill (1944)
- Operacija Dinamo (1941)
- Operacija Jubilee (1942)
- Operacija Katapult (1940)
- Operacija Kobra (1944)
- Operacija Kočija (1942)
- Operacija Križar (1942)
- Operacija Lokostrelstvo (1941)
- Operacija Lusty (1945)
- Operacija Nakovalo (1944)
- Operacija Overlord (1944)
- Operacija Plaz (1943)
- Operacija Ročni voziček (1943)
- Operacija Snov (1941)
- Operacija Tepež (1942)
- Operacija Tiger (1941)
- Operacija Veleposlanik (1940)
- Operacija Zalivsko mesto (1943)
- Operacija Zmaj (1944)

### Operacijesil osi
- Operacija Anton (1942)
- Operacija Artur (1941)
- Operacija Atila (1940)
- Operacija Barbarossa (1941)
- Operacija Breza (1944)
- Operacija Cerberus (1942)
- Operacija Črni petelin (1945)
- Operacija Hrast (1943)
- Operacija Modra lisica 1 (1941)
- Operacija Modra lisica 2 (1941)
- Operacija Morski lev (1940)
- Operacija Platinasta lisica (1941)
- Operacija Polarna lisica (1941)
- Operacija Severni jelen (1941)
- Operacija Srebrna lisica (1941)
- Operacija Tajfun (1941)